# مشروع إنسان مرئي

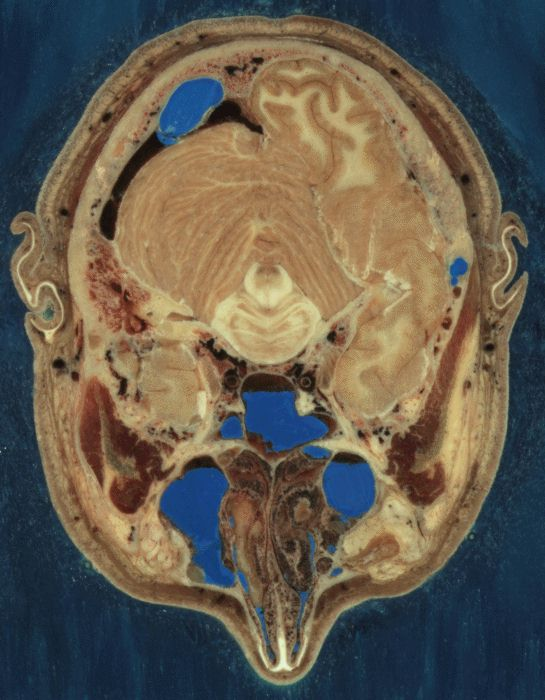
عملية التبريد من خلال رأس رجل بشري

مشروع الإنسان المرئي (بالإنجليزية: Visible Human Project)، هو جهد لإنشاء مجموعة مفصلة من الصور المقطعية لجسم الإنسان، بهدف تسهيل تطبيقات تصوير التشريح. يُستخدم كأداة لتقدم النتائج الطبية، حيث تربط هذه النتائج بين التشريح وجمهوره. قطعت جثتي ذكر وأنثى إلى شرائح رقيقة، ثم صُوِّرت وحوّلت إلى صور رقمية. يدير المشروع المكتبة الوطنية الأمريكية للطب (NLM) بإشراف مايكل ج. أكيرمان. بدأ التخطيط في عام 1986؛ انتهى من مجموعة البيانات الخاصة بالذكر في نوفمبر 1994، والتي تلك الخاصة بالأنثى في نوفمبر 1995. يمكن مشاهدة المشروع اليوم في NLM في بيثيسدا، ماريلاند. هناك جهود حالية لتكرار هذا المشروع بصور أعلى الدقة ولكن فقط مع أجزاء من الجسم بدلاً من جثة.

## بيانات

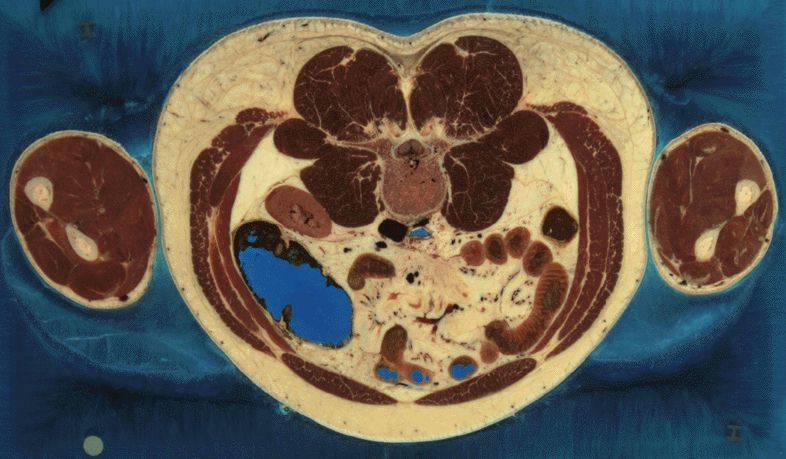
عملية التبريد من خلال بطن ذكر بشري، بما في ذلك الأطراف العلوية

غُلفت جثة الذكر وتجميدها في خليط من الجيلاتين والماء لتثبيت العينة للقطع. ثم قطعت العينة في المستوى المحوري بفواصل تبلغ 1 ملم. صورت كل من الـ 1,871 "شريحة" الناتجة في الشكلين التناظري والرقمي، مما أسفر عن 15 جيجابايت من البيانات. في عام 2000، أعيد فحص الصور بدقة أعلى، مما أسفر عن أكثر من 65 غيغابايت من البيانات. أما جثة الأنثى فقطعت إلى شرائح بفواصل تبلغ 0.33 ملم، مما أسفر عن حوالي 40 غيغابايت من البيانات.
المصطلح "قطع" قد يكون ملفقًا إلى حد ما في هذا السياق. الوصف الأكثر دقة هو طحن السطح العلوي للعينة بانتظام، مما يخلق سلسلة من الصور أو "الشرائح" للهياكل الداخلية. كل "شريحة" تمثل جزءًا عرضيًا رفيعًا من العينة في فاصل زمني محدد. المصطلح "شريحة" في هذا السياق يشير إلى السطح المرئي للعينة الناتج عن عملية الطحن، وليس إلى قسم فعلي يمكن الاحتفاظ به من الجثة. الطابع المدمر للعملية يعني أنه لا توجد شرائح فعلية محفوظة من الجثة.
استكملت البيانات بواسطة أقسام محورية للجسم بأكمله حصلت عليها من خلال التصوير المقطعي المحوسب، وأقسام محورية للرأس والعنق حصلت عليها من خلال التصوير بالرنين المغناطيسي (MRI)، وأقسام إكليلية لبقية الجسم حصلت أيضًا عن طريق التصوير بالرنين المغناطيسي.
تمت عمليات المسح والتقطيع والتصوير في مجمع أنشوتز الطبي في جامعة كولورادو، حيث تستمر عمليات التقطيع الإضافية للعينات التشريحية.

## الجهات المانحة
جثة الذكر تعود إلى جوزيف بول جيرنيجان، الذي كان قاتلاً تكساسيًا يبلغ من العمر 39 عامًا، أعدم بحقنة مميتة في 5 أغسطس 1993. بناءً على دعوة من قسيس السجن، وافق على التبرع بجسده للبحث العلمي أو الاستخدام الطبي، دون معرفته بمشروع الإنسان المرئي. أعرب بعض الأشخاص عن مخاوف أخلاقية حيال هذا الأمر. أحد أبرز البيانات جاء من جامعة فيينا، التي طالبت بسحب الصور مشيرة إلى أنه ينبغي على المهنة الطبية ألا تكون لها أي ارتباط بعمليات الإعدام، وأن يمكن فحص موافقة المتبرع.
المتبرعة البالغة من العمر 59 عامًا ظلj مجهولة. في الصحافة، وصفت على أنها ربة منزل من ماريلاند توفيت بسبب نوبة قلبية، وطلب زوجها أن تكون جزءًا من المشروع.
في عام 2000، أصبحت سوزان بوتر، مريضة بالسرطان وناشطة في مجال حقوق ذوي الإعاقة، المتبرعة الثالثة للمشروع، حيث قضت الـ 15 عامًا التالية حتى وفاتها بسبب الالتهاب الرئوي في عام 2015 كداعمة متحدثة بفعالية للتعليم الطبي ومرشدة لطلاب الطب في جامعة كولورادو. لمدة تقارب عقدين من الزمن، وثقت ناشيونال جيوغرافيك قصة سوزان بوتر والدكتور فيكتور إم. سبيتزر، مدير مركز المحاكاة البشرية في كلية الطب Anschutz التابعة لجامعة كولورادو، الذي قاد المشروع الذي موِّل من قبل المعهد الوطني للصحة. وقد قامت القناة بإصدار فيديو وثائقي عن هذه القصة في عام 2018. عندما التقت بوتر بسبيتزر في عام 2000، كانت قد خضعت لـ 26 عملية جراحية وكانت قد شُخِّصت بسرطان الجلد وسرطان الثدي والسكري. مشاركتها في مشروع الإنسان المرئي كانت تحولًا هامًا عن الأهداف الأصلية للمشروع، الذي كان حتى ذلك الحين يركز فقط على تشريح وتصوير الجثث السليمة.

## مشاكل مع مجموعات البيانات
تسبب التجميد في تورم طفيف في دماغ الرجل، وفُقِدت عظيمات أذنه الوسطى أثناء إعداد الشرائح. يصعب التمييز بين الأعصاب لأن لونها يكاد يكون متطابقًا تمامًا مع لون الدهون، ولكن جرى التعرف على العديد منها على الرغم من ذلك. طويت الأوعية الدموية الصغيرة بواسطة عملية التجميد. من الصعب قطع الأوتار بشكل نظيف، وقد تتشوه أحيانًا عبر أسطح الشرائح.
لدى الذكر خصية واحدة فقط، ويفتقد الزائدة الدودية، ويعاني من تدهور الأنسجة في موقع الحقنة المميتة. يظهر أيضًا تلف الأنسجة في ظهر كل ساعد عن طريق حقن الفورمالين والتلف الذي لحق بالعظلة الخياطية اليمنى من فتح الوريد الفخذي الأيمن للتصريف. لم يقطع الذكر أيضًا أثناء وجوده في الوضع التشريحي القياسي، لذا فإن الجروح في ذراعيه تكون مائلة. وكانت الأنثى مفقودة 14 جزءًا من جسدها، بما في ذلك غضروف الأنف. 
لدى الذكر خصية واحدة فقط، ويفتقد إلى الزائدة الدودية، ويعاني من تدهور الأنسجة في موقع الحقن القاتل. كما يظهر الضرر في الأنسجة لظهر كل ساعدين بسبب حقن الفورمالينوالضرر في الخياط الأيمن من فتح الوريد الفخذي الأيمن للتصريف. كما أن الرجل لم يقطّع أثناء وجوده في وضعية التشريح القياسية، لذا القطع عبر ذراعيه هي مائلة. بينما كانت المرأة تفتقد إلى 14 جزءًا من الجسم، بما في ذلك غضروف الأنف.
أعضاء التكاثر لدى المرأة لا تمثل تلك الموجودة في جسم امرأة شابة. يحتوي العينة على عدة أمراض، بما في ذلك مرض القلب والأوعية الدموية والتهاب القولون التقاعدي.

## الاكتشافات
وجد الباحثون في جامعة كولومبيا عدة أخطاء في كتب التشريح المدرسية المتعلقة بالذكور من خلال دراسة مجموعة البيانات، فيما يتعلق بشكل العضلة في منطقة الحوض وموقع المثانة البولية، والبروستاتا.

## رخصة
يمكن شراء البيانات على شريط أو تنزيلها مجانًا؛ حاليا لا يلزم التوقيع على اتفاقية ترخيص للوصول أو تنزيل مجموعة البيانات، ومع ذلك ينطبق الشروط والأحكام العامة التي تتطلب الاعتراف بالمكتبة الوطنية للطب في أي استخدام. قبل عام 2019، كان على الشخص تحديد الاستخدام المقصود وتوقيع اتفاقية ترخيص تسمح للمكتبة الوطنية للطب باستخدام وتعديل التطبيق الناتج. يمكن للمكتبة الوطنية للطب إلغاء الاتفاق في أي وقت، وفي هذه الحالة يتعين على المستخدم مسح ملفات البيانات.

## التطبيقات التي تستخدم البيانات
هناك مشاريع مختلفة قيد التنفيذ لجعل البيانات الخام أكثر فائدة لأغراض التعليم. من الضروري بناء نموذج افتراضي ثلاثي الأبعاد للجسم حيث تُسمى الأعضاء، ويمكن إزالتها انتقائيًا وعرضها من جميع الجوانب، وفضلًا عن ذلك يمكن تحريكها. هناك منتجان تجاريان يحققان معظم هذه الأهداف، وهما "VH Dissector" من Touch of Life Technologies و "Voxel-Man 3D-Navigator" من جامعة هامبورج. بدأت NLM نفسها مشروعًا مفتوح المصدر، وهو مشروع Insight Toolkit، الذي يهدف إلى استنتاج حدود الأعضاء تلقائيًا من البيانات.
استخدمت البيانات في كتاب ألكسندر تسياراس، وعلى القرص المضغوط Body Voyage، الذي يتميز بجولة ثلاثية الأبعاد عبر الجسم.
تطبيق "التصوير الإشعاعي الافتراضي" يقوم بإنشاء صور شعاعية مُعاد بناؤها رقميًا و "جراحة افتراضية"، حيث تحاكي إجراءات التنظير الداخلي أو رأب الأوعية الدموية بالبالون: يمكن للجراح رؤية تقدم الأداة على الشاشة ويتلقى ردود فعل تلمسية واقعية وفقًا لنوع النسيج الذي يلامسه الآلة حاليًا.
تتضمن العديد من التطبيقات التعليمية الأخرى التي استخدمت من مشروع الإنسان المرئي: برامج الكمبيوتر التفاعلية للتشريح (بريمال بيكتشرز/Anatomy.tv، Anatomage)، استعادة الصور متعددة الوسائط لمرضى المستشفيات، علاقات الجهاز الحيوي، والبيانات الحجمية.
استخدمت مجموعة من بيانات الذكور في "مشروع 12:31"، وهي سلسلة من لوحات ضوئية فوتوغرافية رسمها كروا غانيون وفرانك شوت، وهي جثة ذكر قوقازي في تطبيق Anatomage Table 6.0.

## أنظر أيضا
- إنديانا ثلاثية الأبعاد
- التشريح
- مجموعة أدوات تجزئة وتسجيل البصيرة
- الصور البدائية
- ZygoteBody
- سوزان بوتر

## روابط خارجية
- الصفحة الرئيسية للمشروع ، بما في ذلك روابط لمختلف المشاريع الأخرى التي تستخدم البيانات
- الذكر البشري المرئي: تقرير فني ، تاريخ مفصل للطرق المستخدمة لتحضير جثة الذكر وجمع بيانات الصور كما نشر في المقال المجاني في مجلة الجمعية الأمريكية للمعلوماتية الطبية 1996
- خادم بشري مرئي من EPFL (مدرسة البوليتكنيك الفيدرالية في لوزان). تطبيقات Java واسعة النطاق لعرض الشرائح واستخراجها وتحريكها. أيضًا تطبيقات لاستخراج الميزات ثلاثية الأبعاد.
- Touch of Life Technologies موقع ويب تجاري ينتج برنامج VH Dissector، وهو برنامج تشريح افتراضي يستخدم مجموعات البيانات البشرية المرئية.
- صفحة المشروع الإنساني المرئي بجامعة ميشيغان